# Olivier de Wallis
Oliver Remigius, comte de Wallis, baron de Carrighmain, né le 16 octobre 1742 à Vienne en Autriche et mort le 19 juin 1799 à Kloten en Suisse, est un officier général au service de la monarchie de Habsbourg. Né au sein d'une vieille famille irlandaise au service de l'Autriche depuis de nombreuses années, il participe aux conflits contre les Ottomans et aux guerres de la Révolution française. Il est grièvement blessé lors de la première bataille de Zurich en 1799 et succombe quelques jours plus tard.

## Biographie

### Origines familiales et carrière militaire
Oliver Remigius naît le 16 octobre 1742, du mariage de Franz Wenzl Wallis (1696-1774), feld-maréchal et comte du Saint-Empire, et de la comtesse Maria Rosa Regina von Thürheim. Il est issu d'une famille d'émigrés irlandais installée dans l'empire des Habsbourg. Au cours du XVIIe siècle, des lois introduites en Irlande ont limité, et parfois même supprimé, la possibilité pour l'aristocratie catholique d'hériter de biens fonciers, de siéger au Parlement ou d'exercer un office. Beaucoup d'Irlandais décident alors de quitter leur patrie pour venir s'installer en Europe centrale et se mettre au service des Habsbourg. L'un des ancêtres d'Oliver, Richard Wallis (ou Walsh, son patronyme d'origine), a émigré avec sa famille en 1612 et est devenu colonel dans l'armée des Habsbourg. Il est tué à la bataille de Lützen en 1632. Un autre descendant, George Olivier de Wallis, le fils de Richard, a également fait carrière dans l'armée autrichienne et a servi sous Wallenstein pendant la guerre de Trente Ans.
Oliver et son frère aîné Michael Johann Ignaz sont tous les deux destinés à une carrière militaire. En 1750, alors qu'il est âgé de seulement 8 ans, il entre à l'Académie militaire thérésienne et en ressort en 1757 avec le grade d'enseigne au régiment d'infanterie Thürheim. Il participe à ce titre à la guerre de Sept Ans au cours de laquelle il est promu sous-lieutenant en 1758. Le 16 avril de la même année, il est fait prisonnier à Schweidnitz, ce qui ne l'empêche pas d'être nommé capitaine en 1759 puis major le 19 avril 1764. Wallis intègre ensuite le régiment de son père, le 11e d'infanterie, d'abord en qualité de lieutenant-colonel le 27 août 1768, puis en tant que colonel en titre le 29 septembre 1769. 
Le 26 novembre 1777, il est promu général-major et prend part l'année suivante à la guerre de Succession de Bavière au commandement d'une brigade du corps du maréchal Ernst Gideon von Laudon ; dans cette position, il tente vainement de s'emparer, en février 1779, de la place de Schlesisch-Neustadt occupée par les Prussiens. Wallis est élevé au grade de feld-maréchal lieutenant le 9 octobre 1787. Lors de la guerre contre les Turcs de 1787 à 1792, il sert sous les ordres de Laudon et, peu après, sous ceux du comte de Clerfayt. Il joue un rôle dans plusieurs affrontements de la campagne, par exemple à Dubica entre mars et avril 1788 ou encore à Mehadia en août 1789. Il devient feldzeugmeister le 21 mai 1790 et, à partir du 17 février 1791, colonel-propriétaire du régiment d'infanterie no 29, qui porte son nom jusqu'en 1802.

### Sous la Révolution française

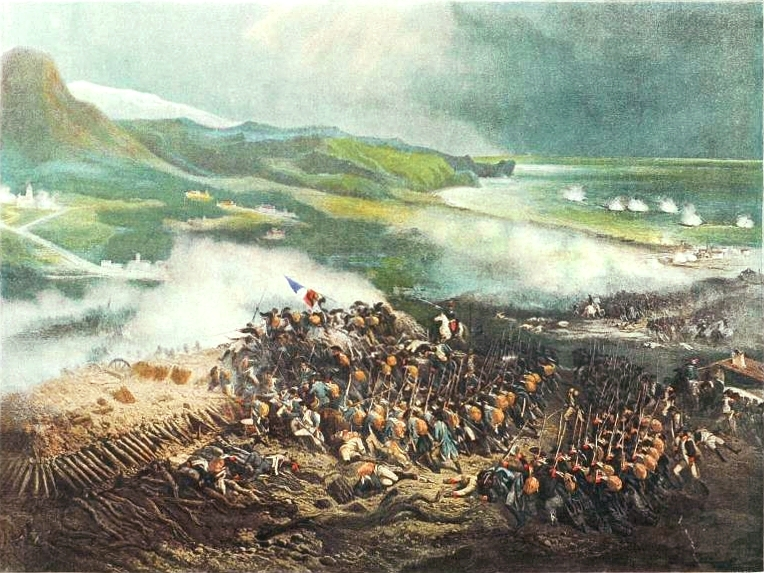
La bataille de Loano, le 23 novembre 1795, s'achève par une lourde défaite des troupes autrichiennes de Wallis face aux Français.

En février 1792, Wallis occupe les fonctions de vice-directeur de l'artillerie et de commandant militaire du Brisgau. Il quitte toutefois cette dernière fonction pour rejoindre, au mois d'août, l'armée du prince Friedrich Wilhelm de Hohenlohe-Kirchberg en lutte contre les troupes de la France révolutionnaire. Ce dernier opère alors sur le Haut-Rhin et en Moselle, et Wallis est placé à la tête d'une division mixte stationnée sur le Rhin entre Bâle et Strasbourg. C'est à cette époque qu'il prend part, entre autres, au siège de Thionville. De retour dans le Brisgau en octobre, il retrouve cependant assez vite un commandement opérationnel en étant affecté comme divisionnaire au corps du général Wurmser en 1793. 
Il est transféré en Lombardie en avril de l'année suivante et commande toute l'armée impériale d'Italie d'août 1794 à mars 1795. Dans ce contexte, il est vaincu à la bataille de Dego par les Français du général André Masséna en septembre 1794. Par la suite, subordonné au nouveau commandant en chef Joseph Nikolaus De Vins, il est battu par le général Victor à Castellaro en octobre 1795. Le 20 novembre suivant, il succède à De Vins au commandement de l'armée, trois jours avant la bataille de Loano, qui se conclut par une sévère défaite autrichienne face aux troupes françaises du général Schérer. Le lendemain, Wallis perd toute son artillerie et ses bagages au cours d'un engagement à San Giacomo. Son armée perd au total 3 000 tués ou blessés, 4 000 prisonniers, 48 canons et cinq drapeaux. En avril 1796, Wallis est remplacé par le général Beaulieu. 
Le comte occupe alors successivement les fonctions de commandant de l'armée de réserve dans le Frioul en 1797 et de chef du corps d'occupation en Vénétie de janvier à novembre 1798. L'année suivante, dans le cadre de la Deuxième Coalition, il commande une partie de l'armée autrichienne en Souabe sous les ordres de l'archiduc Charles. Le 21 mars, il joue un rôle non négligeable dans la victoire autrichienne d'Ostrach sur les forces françaises du général Jourdan, en menant personnellement une colonne d'attaque sur les positions françaises. Lors de la bataille de Stockach, quatre jours plus tard, il dirige l'aile droite. Du 14 au 25 avril, Wallis assume temporairement le commandement de toute l'armée à la place de l'archiduc Charles tombé subitement malade. 
Quelque temps plus tard, le 4 juin, se déroule la première bataille de Zurich à l'issue de laquelle le général Masséna, commandant en chef l'armée française du Danube, doit s'avouer vaincu. Alors que la bataille fait rage, Wallis, qui dirige les 8 000 hommes de la réserve, conduit cinq bataillons de grenadiers à l'assaut des lignes françaises sur le Zürichberg. Après plusieurs heures de combat acharné, les Autrichiens réussissent à percer les défenses adverses, mais une contre-attaque des troupes de Soult sur leurs arrières et l'intervention des réserves de Masséna refoulent les soldats autrichiens en désarroi. Grièvement blessé à la cuisse au cours de l'action, le comte de Wallis succombe à ses blessures quelques jours plus tard à Kloten, le 19 juin 1799.

## Vie privée
Il épouse la baronne Walburga von Hennet qui lui donne un fils, le futur chambellan Michael Oliver Wallis (1797-1860), et une fille, Walburga.